# Anna Kajtochowa
Anna Kajtochowa ps. Stanisława Kasprzyk, Anna Nogajówna (ur. 21 lipca 1928 w Brzozowie, zm. 19 marca 2011 w Krakowie) – polska poetka, powieściopisarka, dziennikarka. Mieszkała w Krakowie. Żona Jacka Kajtocha, krytyka literackiego i eseisty, matka Wojciecha Kajtocha – krakowskiego prasoznawcy.

## Życiorys
Ukończyła studia dziennikarskie na Uniwersytecie Jagiellońskim. Debiutowała jako dziennikarka na łamach „Gazety Krakowskiej” w 1949. Pracowała także w „Głosie Młodzieży Wiejskiej”, „Głosie Młodzieży”, „Studenta” oraz „TeMi”. Jej debiutem książkowym była opublikowana w 1982 r. powieść Babcia. Rok później ukazał się pierwszy tom wierszy Sytuacje. Powieść Tamten brzeg została uhonorowana w konkursie ZLP i przez wojewodę lubelskiego. Do roku 2009 opublikowała 21 książek (w tym 2 powieści). Ponadto opracowała, opatrzyła przedmową lub posłowiem kilkadziesiąt książek, głównie poetyckich.
Swoją poezję publikowała m.in. w „Dzienniku Polskim”, „Gazecie Krakowskiej”, „Głosie Młodzieży”, „Kulturze”, „Okolicach”, „Poezji”, „Profilach”, „Tak i Nie”, „Tu i teraz”, „Życiu Literackim”, a także w almanachach Konfraterni Poetów.
W 1997 nakładem krakowskiego wydawnictwa PiT ukazała się autoryzowana biografia poetki „Wędrówki o świcie: opowieść o Annie Kajtochowej” autorstwa Eryka Ostrowskiego, wnuka Anny Kajtochowej.
W latach 1981-1988 należała do grupy literackiej „Nadskawie”. Od 1984 była członkinią Związku Literatów Polskich  oraz honorową członkinią Polish American Poets Academy (USA). Odznaczona (2008) „Honoris Gratia” w uznaniu zasług dla Krakowa i jego mieszkańców.
Zmarła w Krakowie po ciężkiej chorobie. Została tamże pochowana na cmentarzu Rakowickim (kwatera LVIII, miejsce 9).

## Twórczość
- 1982 Babcia [powieść] (Kraków : Wydaw. Literackie)
- 1983 Sytuacje (Bielsko-Biała : Beskidzka Oficyna Wydawnicza BTSK ; Wadowice : Oficyna Wydawnicza Towarzystwa Miłośników Ziemi Wadowickiej)
- 1990 Uroda tarniny (Kraków : Oficyna Konfraterni Poetów)
- 1992 Sytuacje II (Kraków)
- 1993 Tamten brzeg [powieść] (Kraków : Oficyna Wydawnicza Krakowskiego Klubu Artystyczno-Literackiego)
- 1994 Usiłowałam być człowiekiem (Kraków : Krakowski Klub Artystyczno-Literacki)
- 1995 Krzyk lelka (Kraków : PiT)
- 1995 Stygnąca kipiel (Kraków : PiT)
- 1996 Cień Ozyrysa (Kraków : PiT)
- 1997 Ogród ostów (Kraków : Oficyna Konfraterni Poetów)
- 1998 Tabliczka dawno roztrzaskanej prawdy : wybór wierszy (Kraków : PiT)
- 2000 Nie jestem biegła w tajemnicach duchów (Kraków : PiT)
- 2002 Żyję snem? (Kraków : PiT)
- 2003 Bezdrożem ścierniska (wybór wierszy) (Kraków : Partner)
- 2004 Siódmy krąg (Kraków : Towarzystwo Słowaków w Polsce)
- 2005 Rosła kalina... (Kraków : Towarzystwo Słowaków w Polsce)
- 2006 Wyłania się wiosna znad konturów cienia : wybór wierszy z lat 1969-2005 (Kraków : Partner)
- 2007 Zza porannych mgieł (Kraków : Wydaw. Towarzystwa Słowaków w Polsce)
- 2007 Rosa przedświtu : wiersze z lat 1983–2007 (Kraków : Wydaw. Naukowe DWN)
- 2008 Świetliki : wybór miniatur i epigramatów : 1983-2008 (Kraków : Partner)
- 2009 Poezje wybrane (Warszawa: Ludowa Spółdzielnia Wydawnicza)